# Observatoire Brorfelde
Pour les articles homonymes, voir Brorfelde.
L'observatoire Brorfelde (Brorfelde Observatoriet en danois) est un observatoire astronomique (code UAI 054) qui héberge un télescope de Schmidt. Il fut géré comme une antenne de l'observatoire universitaire de Copenhague jusqu'en 1996. Il possède toujours des télescopes qui sont utilisés par les étudiants de l'université de Copenhague, mais le personnel qui fait fonctionner ces télescopes dépend aujourd'hui du complexe Rockefeller à Copenhague.
Il est situé dans le village de Brorfelde à environ 11 km de Holbæk au Danemark.

## Personnalités liées à l'observatoire
- Bengt Strömgren, astronome danois qui fut une personne clé dans la fondation du site
- Poul Jensen, découvreur d'astéroïdes
- Karl A. Augustesen, découvreur d'astéroïdes

## Astéroïdes découverts

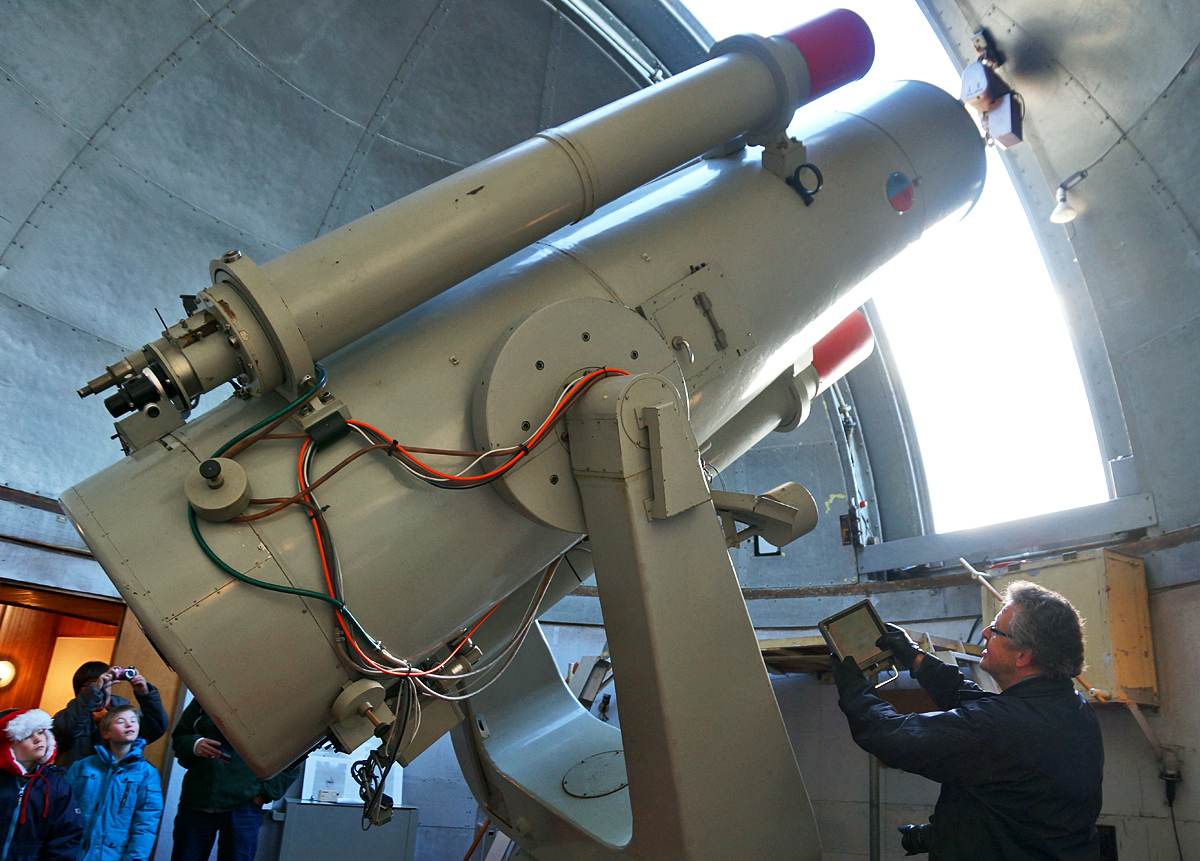
Le télescope de Schmidt de 77 cm de 1966 à l'observatoire Brorfelde fut équipé à l'origine d'un film photographique

| Astéroïdes découverts : plus de 100 | Astéroïdes découverts : plus de 100 |
| ----------------------------------- | ----------------------------------- |
| (3033) Holbaek                      | 5 mars 1984                         |
| (3309) Brorfelde                    | 28 janvier 1982                     |
| (3312) Pedersen                     | 24 septembre 1984                   |
| (3369) Freuchen                     | 18 octobre 1985                     |
| (5165) Videnom                      | 11 février 1985                     |
| (5427) Jensmartin                   | 13 mai 1986                         |
| (7743) 1986 JA                      | 2 mai 1986                          |
| (8261) Ceciliejulie                 | 11 septembre 1985                   |
| (9555) Frejakocha                   | 2 avril 1986                        |
| (8338) Ralhan                       | 27 mars 1985                        |
| (22282) 1985 RA                     | 11 septembre 1985                   |
| (24642) 1984 SA                     | 22 septembre 1984                   |